# Бомбардировка Дарвина
Бомбардировка Дарвина (англ. Bombing of Darwin) — первый из 100 воздушных налётов, предпринятых японскими ВВС против Австралии в годы Второй мировой войны, осуществлённый 19 февраля 1942 года. Стал самым большим воздушным налётом, который когда-либо предпринимался иностранной державой против Австралии. Нанес сильный психологический удар по населению этого государства. 
Эту бомбардировку часто называют «Австралийским Перл-Харбором». Хотя это была менее существенная цель, в нападении на Дарвин было использовано большее число бомб. Как и в Пёрл-Харборе, австралийский город встретил нападение неподготовленным, что и привело к огромным разрушениям и большому числу жертв. И хотя город подвергался воздушным налётам ещё 58 раз, бомбардировка 19 февраля была самой массированной и разрушительной.
В то время гражданское население города составляло около 2000 человек (в мирное время население составляло около 5000, но часть населения была эвакуирована вглубь материка). Кроме того, в окрестностях города находились подразделения союзников численностью до 15 000 человек. Сам Дарвин был важным военно-морским портом и авиабазой, с которой осуществлялось снабжение войск ABDA в Голландской Ост-Индии.

## Силы сторон
Большинство самолётов, участвовавших в налёте, было из 1-й дивизии авианосцев, которую составляли корабли «Акаги» и «Кага», а также из 2-й дивизии авианосцев («Хирю» и «Сорю»). Кроме того, использовались бомбардировщики с наземных аэродромов в Голландской Ост-Индии. Всего с японской стороны в налёте участвовало 242 бомбардировщика и истребителя.
Дарвин был очень слабо защищён зенитной артиллерией. Из систем ПВО в городе были установлены только зенитные пулемёты. Ни одного зенитного орудия калибром 20 мм или выше на вооружении не было. Истребители австралийских ВВС находились в основном в Европе, Северной Африке и на Ближнем Востоке. Единственными современными истребителями в городе были 11 P-40 из 33-й эскадрильи ВВС США. Кроме того, в городе было 5 учебных самолётов Wirraway и 6 патрульных Lockheed Hudson из состава австралийских ВВС. Экспериментальный радар ещё не был введён в эксплуатацию.

## Налёт
Первая волна из 188 японских самолётов взлетела в 8:45 утра. По пути был атакован и сбит японскими истребителями «Зеро» самолёт ВМС США Каталина. Затем японские самолёты наткнулись на 5 Р-40, которые возвращались после выполнения задания над Тимором. Японские истребители уничтожили все американские самолёты, кроме одного, которым управлял лейтенант Роберт Острайхер.
81 торпедоносец Накадзима В5N направились в порт, где стояли под погрузкой более 45 кораблей, в то время как 71 пикирующий бомбардировщик Айти D3A в сопровождении 36 истребителей A6M Зеро напали на базу австралийских ВВС, гражданский аэродром и госпиталь. Лейтенант Острайхер сумел сбить 2 бомбардировщика, но все остальные самолёты союзников были уничтожены на земле. Примерно в 10:40 утра первая волна японских самолётов ушла.
Перед полуднем на военный аэродром Дарвин совершили нападение 27 бомбардировщиков Мицубиси G3M, вылетевших с Амбона, и 27 Мицубиси G4M с аэродрома в Кендари (остров Сулавеси). Этот второй налёт продлился в течение 20—25 минут. Несмотря на низкую эффективность зенитного огня, союзникам, возможно, удалось сбить 4 японских бомбардировщика.
Налёт стал результативным для японцев: кроме нанесения союзникам больших потерь в корабельном составе, они нанесли столь существенные повреждения самому порту, что он на несколько месяцев вышел из строя. В стратегическом плане оказался прерванным последний путь снабжения союзных войск на острове Ява, что облегчило японцам его захват в ближайшем будущем.

## Бомбардировка Дарвина в кинематографе
- Налёт на Дарвин показан в одном из эпизодов кинофильма «Австралия» (США — Австралия, 2008).